# Holstenstraße (Lübeck)

Die Holstenstraße, rot markiert

Die Holstenstraße (1290: lat. Platea Holsatorum) im Marien Quartier in Lübeck ist heute eine wichtige Einkaufsstraße in der Altstadt, die vom Kohlmarkt den Altstadthügel herab an die Trave und über die Holstenbrücke zum Holstentor und den Salzspeichern führt.
Doch die Holstenstraße war nicht immer eine wichtige Zufahrtsstraße zu „City“. Ein Blick von dem Holstentor in die Straße zu Ende des 19. Jahrhunderts war, wie es heute noch die Pagodienstraße oder Kleine Petersgrube sind, eng und fremd. Als der Kaiser im August 1898 von den Regattatagen aus Travemünde kommend Lübeck „privat“ besuchte, fuhr Bürgermeister Klug mit diesem nach über die Braunstraße zum Rathaus.
Die Holstenstraße ist als Einkaufsstraße und Hauptachse des ÖPNV einer der wichtigsten Verkehrsträger der Lübecker Altstadt und deren Hauptgang aus Richtung Westen vom Hauptbahnhof in Richtung Markt und Fußgängerzone. Sie wurde mit dem nördlich gelegenen historischen Kaufmannsviertel bis hin zur Mengstraße und dem absoluten Zentrum rund um den Markt durch den Luftangriff auf Lübeck am 29. März 1942 schwer betroffen. Als einziges unter Denkmalschutz stehendes Gebäude verblieb als Jugendstilgebäude die Nr. 35. In der Seitenstraße Kolk liegt das Theaterfigurenmuseum Lübeck von Fritz Fey jr. unterhalb der Petrikirche, die man von der Holstenstraße über den Petristegel, eine Treppe zwischen den Häusern, oder über die Schmiedestraße erreicht.
In der Fortführung über den Kohlmarkt und die Wahmstraße / Krähenstraße bildet sie die einzige Ost-West-Achse für den ÖPNV des Stadtverkehrs in der Lübecker Altstadt.

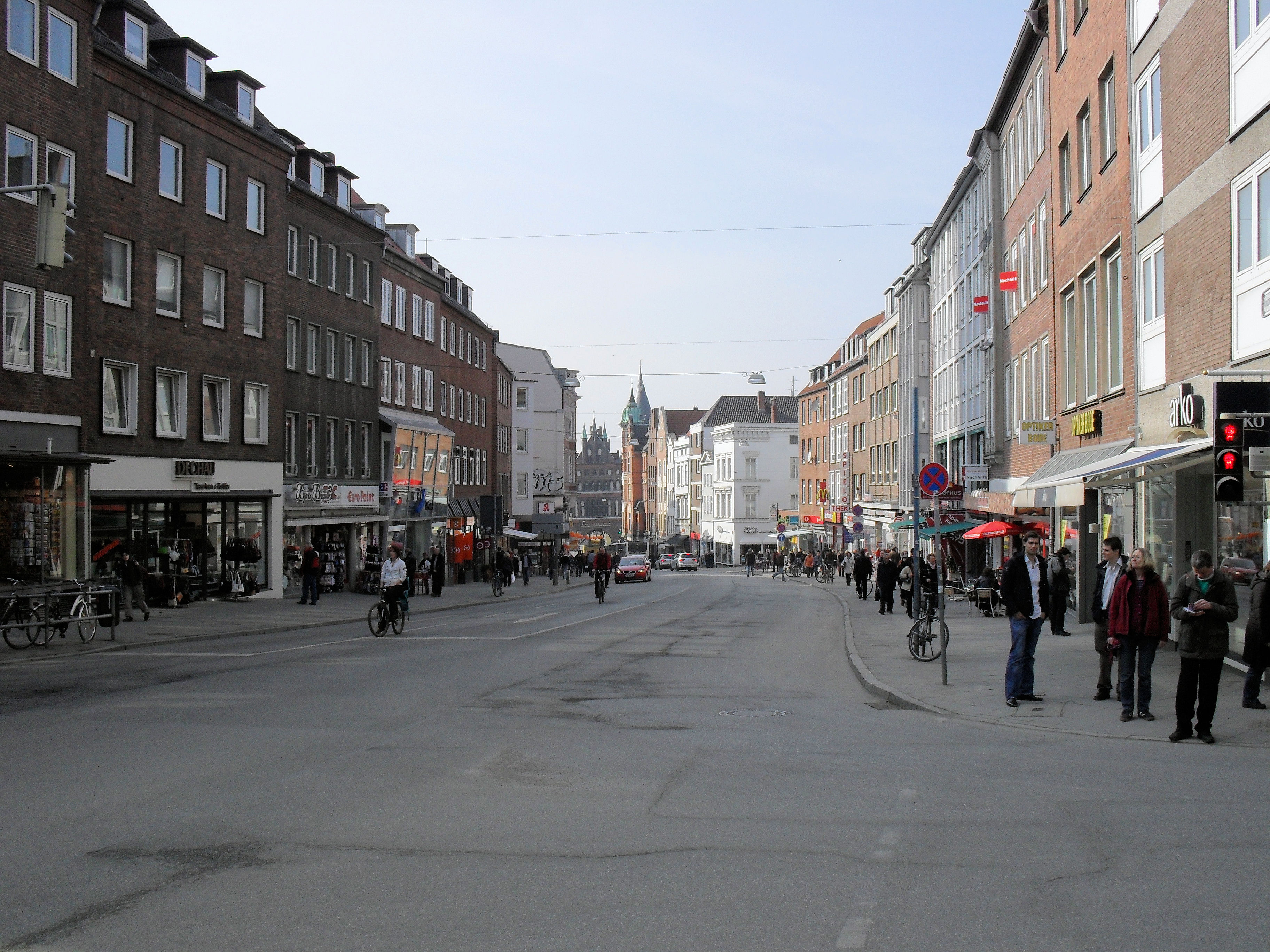
Die Holstenstraße; Blick vom Kohlmarkt in Richtung Holstentor
Gegenblick, um 1905
Im rechten Vordergrunde das neuaufgeführte Kaufhaus der Firma Leo Leibholz & Co, um 1907
Holstenstraße, Ecke Kohlmarkt um 1906
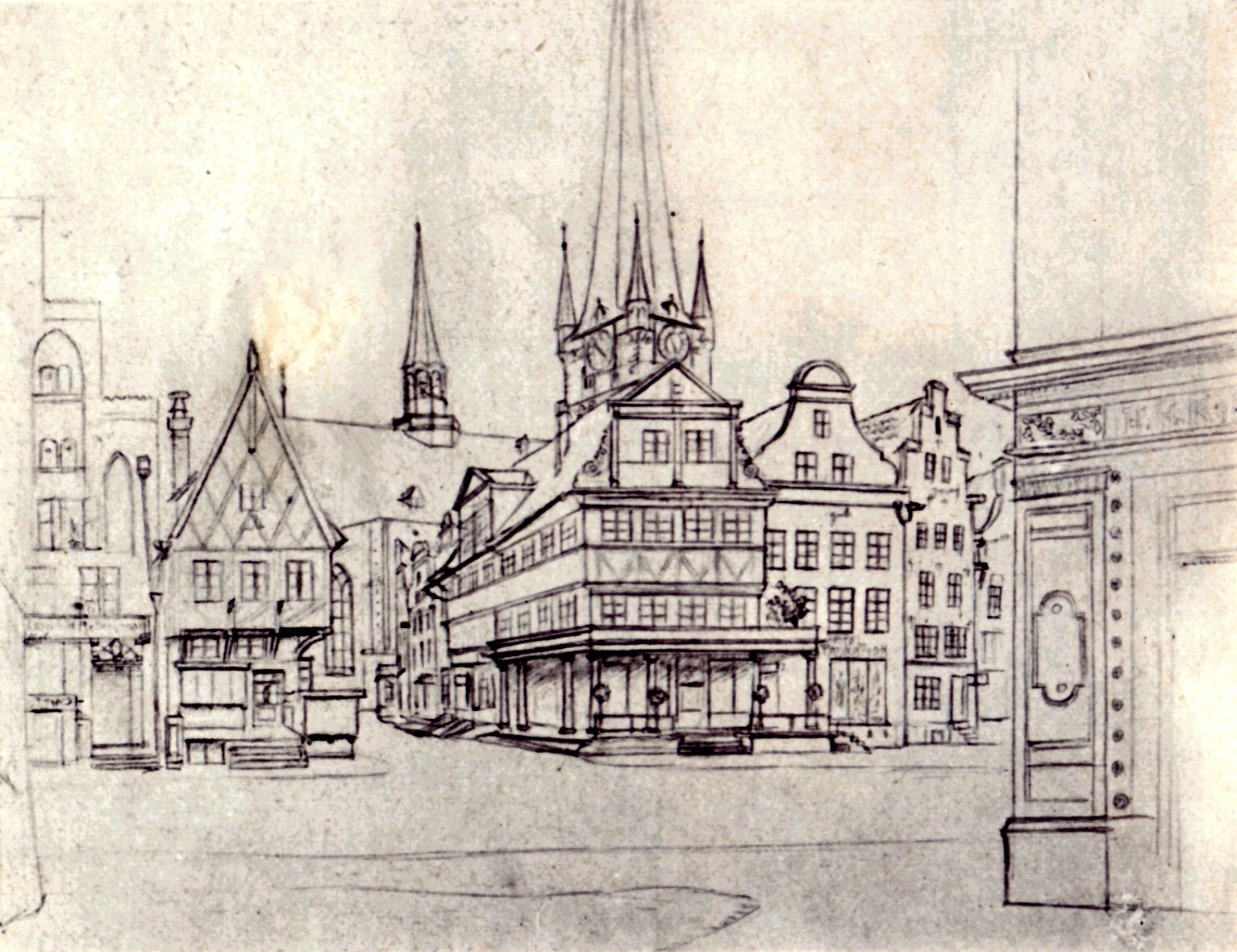
Die Kreuzung Kohlmarkt/Hinter St. Petri/Holstenstraße/Schüsselbuden, gesehen vom Schüsselbuden, 1871